# Прутня
Пру́тня — деревня в Торжокском районе Тверской области России. Относится к Будовскому сельскому поселению.

## География
Находится в 5 км к северу от города Торжка, на левом берегу реки Тверцы. Подъезд от автодороги «Москва — Санкт-Петербург» через деревню Митино (от неё 1 км).
На противоположном берегу Тверцы — деревня Прутенка.

## История

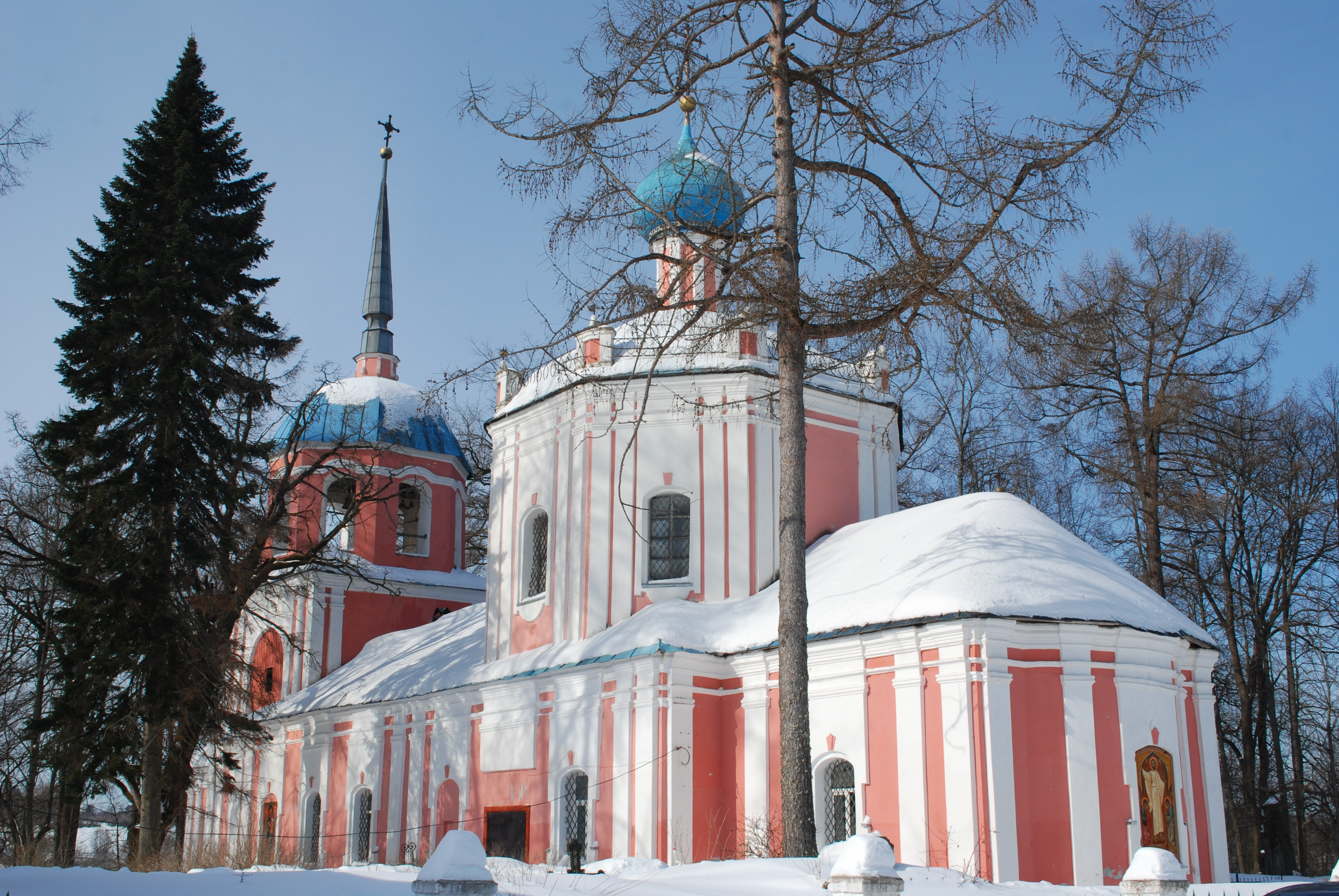
Воскресенская церковь. 2013 год

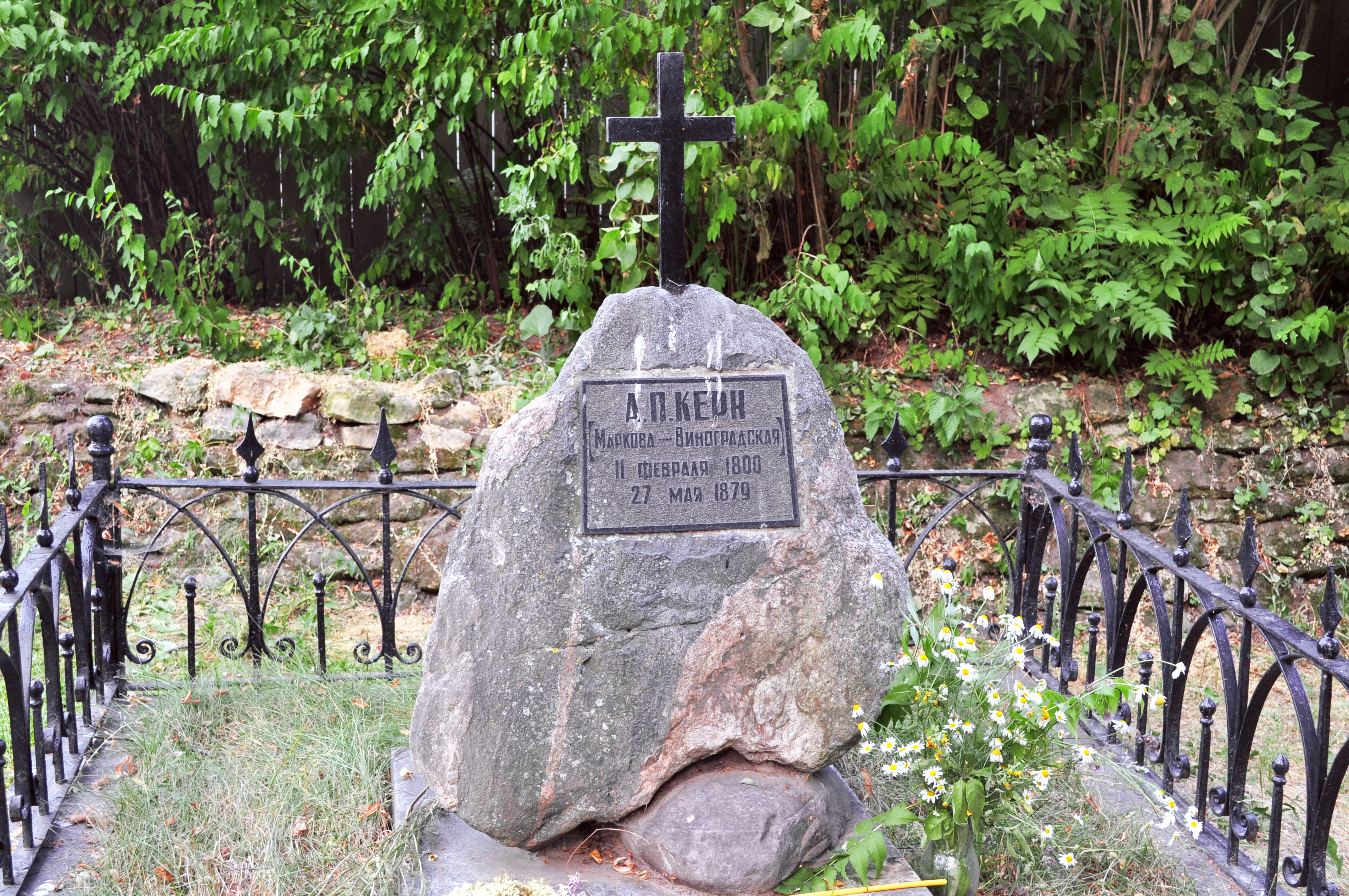
Могила А. П. Керн

Погост Прутня впервые упоминается в 1318 году, в договорной грамоте Юрия Даниловича Московского, Михаила Ярославича Тверского и Новгорода о мире.
До 1818 года через Прутню проходил тракт Москва — Новгород — Петербург.
В конце XVIII — начале XX века погост Прутня Новоторжского уезда Тверской губернии.

## Население
| 1859 | 2002 | 2010 |
| ---- | ---- | ---- |
| 26   | ↘14  | ↗16  |

## Люди, связанные с деревней
Здесь находится родовой некрополь дворян Львовых, владельцев соседних имений Митино и Василёво. В роду Львовых был знаменитый архитектор Н. А. Львов.

## Русская православная церковь
- Церковь Воскресения Христова. Храм построен на средства Львовых, освящен в 1781 году. Около 1940 года церковь закрылась, но paзopeнa не была и вновь открылась в 1943 году. Закрыта и снята с государственной регистрации в 1960 году. Открыта вновь в 1991 году[4].

## Достопримечательности
- Могила Анны Петровны Керн (похоронена в 1879 году), благодаря которой появилось стихотворение А. С. Пушкина «Я помню чудное мгновенье».
- Прутненский порог — самый большой порог на Тверце. В XVIII веке был опасным местом для судов шедших по Вышневолоцкому водному пути. В 1811 году был построен гранитный однокамерный Прутненский шлюз для обхода судами порога. В настоящее время сохранились фрагменты этого крупнейшего на Тверце шлюза.
- Захоронение воинов, умерших во время Великой Отечественной войны в 1941—1942 годах в госпиталях санатория Митино.